# Agrochola rufa
Agrochola rufa là một loài bướm đêm trong họ Noctuidae.